# Cenlhe
Cenlhe (Cenlle) é um município da Espanha na província de Ourense, comunidade autónoma da Galiza. Tem 29,03 km² de área e em 2021 tinha 1 094 habitantes (densidade: 37,7 hab./km²).

## Geografia
Situado na comarca do Ribeiro, entre o rio Avia e o rio Minho, geograficamente é o reborde dos Chãos de Maside e San Amaro, que caem mas bruscamente para o Minho que não para o Avia, onde as pendentes são menos pronunciadas.
Ocupa uma extensão de terreno de 2920 hectares.

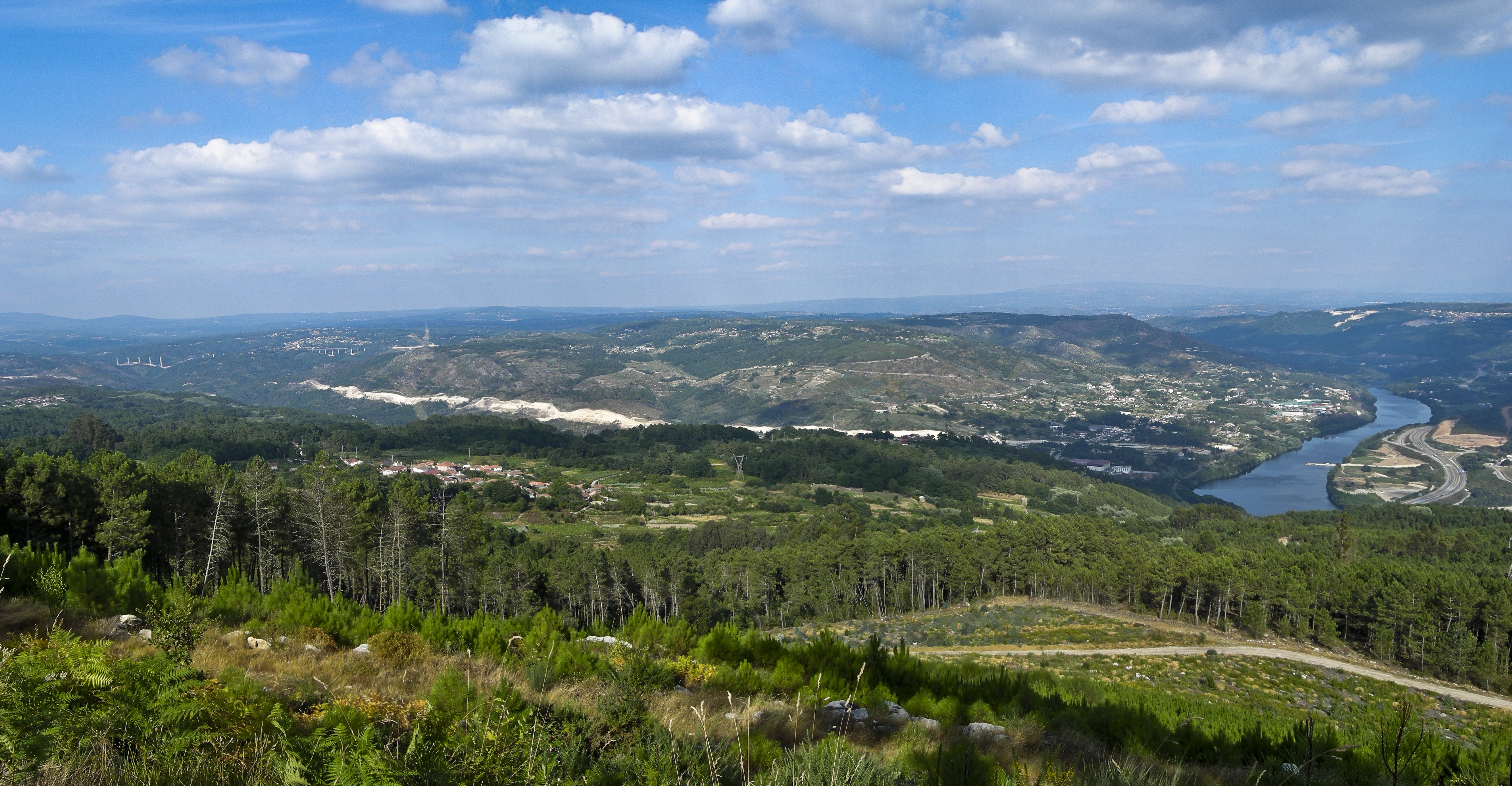
Vista do rio Minho desde o monte San Trocado

O relevo é acidentado, mas carece de elevações importantes, destacando:
- Piñeiro (477 m.).
- A Corredoira (489 m.).
- Názara (415 m.).
- Monte de San Breixo.
- Monte de San Trocado.

Cruzam o término pequenos regatos, afluentes que desembocam nos rios Arnoia e Minho, os dous rios que limitam ao município pelo oeste e pelo lês-te, respectivamente.

## Transportes
As principais vias de comunicação são:
- A estrada Nacional 120 (N-120).
- A auto-estrada Madrid - Vigo (A-52).
- 3 estradas locais.
- A linha férrea Ourense - Vigo.

## População

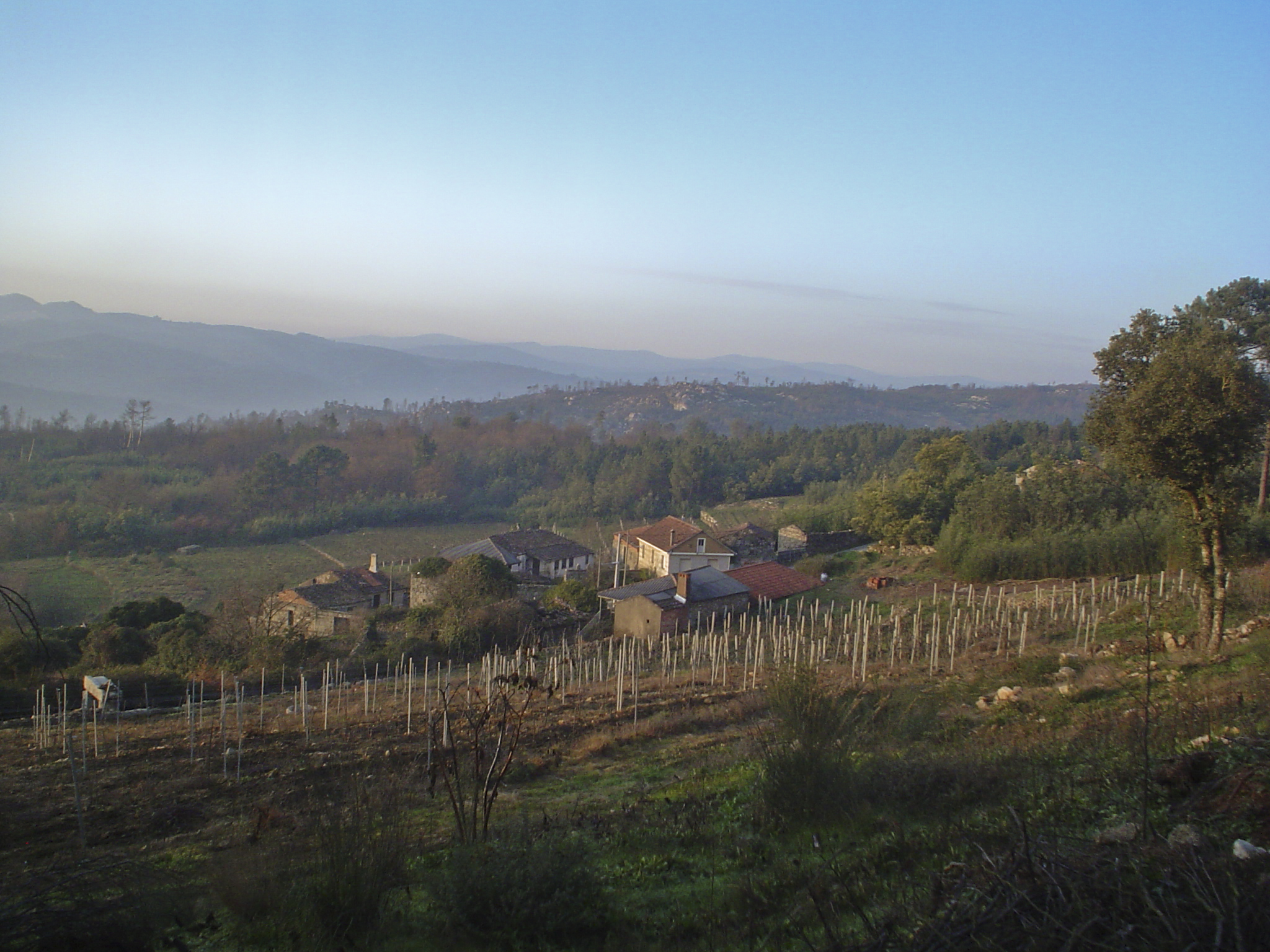
Vinhedo tradicional em Názara.

| Variação demográfica do município entre 1991 e 2004 | Variação demográfica do município entre 1991 e 2004 | Variação demográfica do município entre 1991 e 2004 | Variação demográfica do município entre 1991 e 2004 |
| --------------------------------------------------- | --------------------------------------------------- | --------------------------------------------------- | --------------------------------------------------- |
| 1991                                                | 1996                                                | 2001                                                | 2004                                                |
| 1917                                                | 1833                                                | 1586                                                | 1575                                                |

## Economia
A viticultura, com uma variada gama de espécies continua sendo a atividade agrícola mas realizada, ocupando 93,47% das terras lavradas. Sendo o concelho do Ribeiro com a maior percentagem de terra cultivada dedicada o cultivo da videira.
Dada a topografia irregular, o cultivo realiza-se frequentemente em "bancadas", sendo o tamanho das propriedades pequeno.
As variedades cultivadas são as seguintes:
- Brancas: Albarinho, Treixadura, Xerez (Palomino), Caiño Branco, Catalão Branco, Godello, Loureiro o Marquês, Torrontés, Albilla....
- Tintas: Caiño Mouro, Tinta femia, Alacante, Grão preto, Souson o Ferran, Garnacha, Mencía, Catalão Roxo, Folha redonda, Jazquez, Brancellao…

Os vinhos tintos têm bastante corpo, uns 11 graus de álcool e um característico sabor ácido. Os brancos têm entre 11 e 12 graus e menor acidez. Todos eles são muito suaves e digestivos.
Fora do sector primário quase não existem iniciativas empresariais destacadas, ainda que o moderno Balneário de Laias está gerar um pequeno incremento de serviços turísticos.

## História

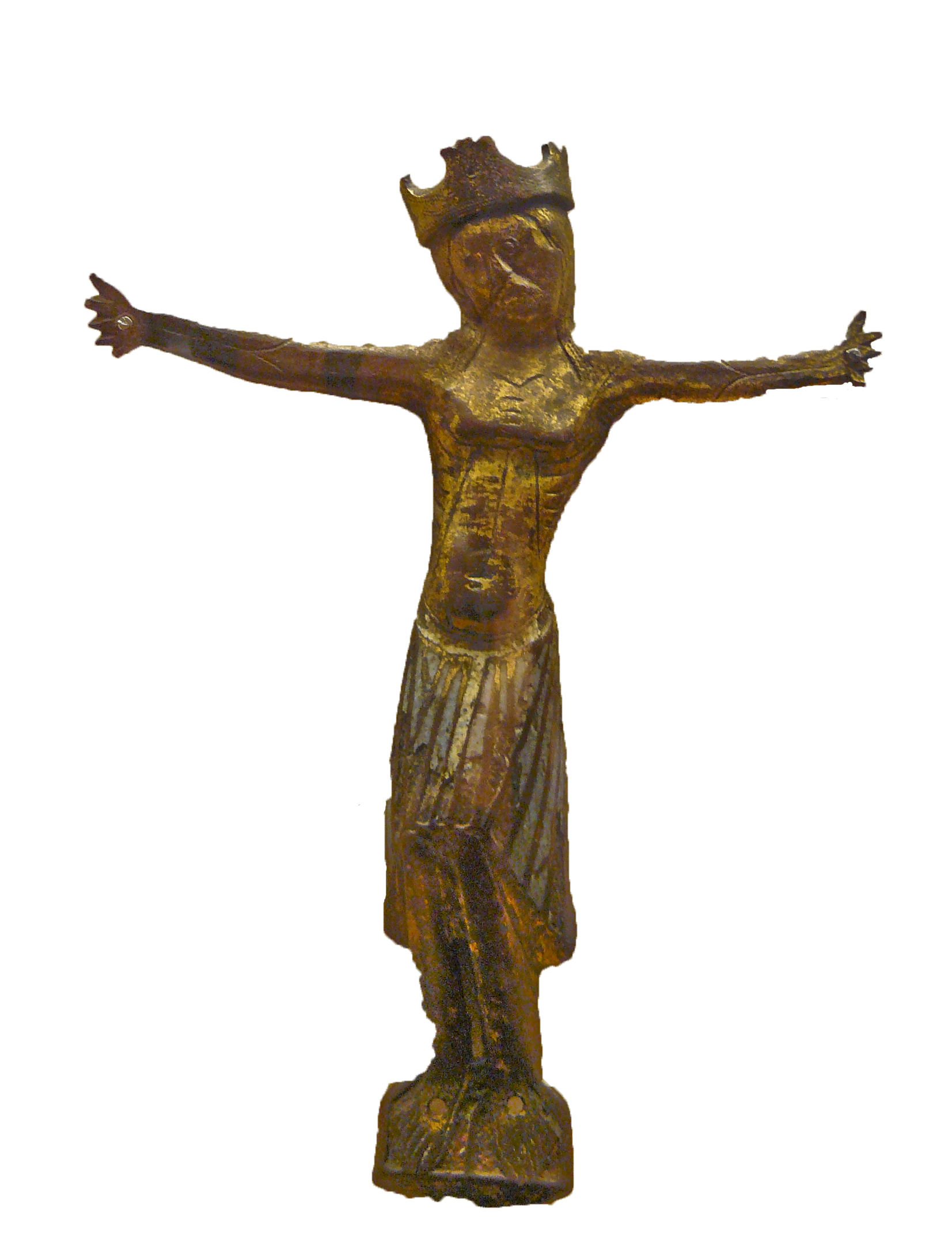
Cristo románico de Razamonde.Museu Arqueológico Provincial de Ourense.

## Patrimônio

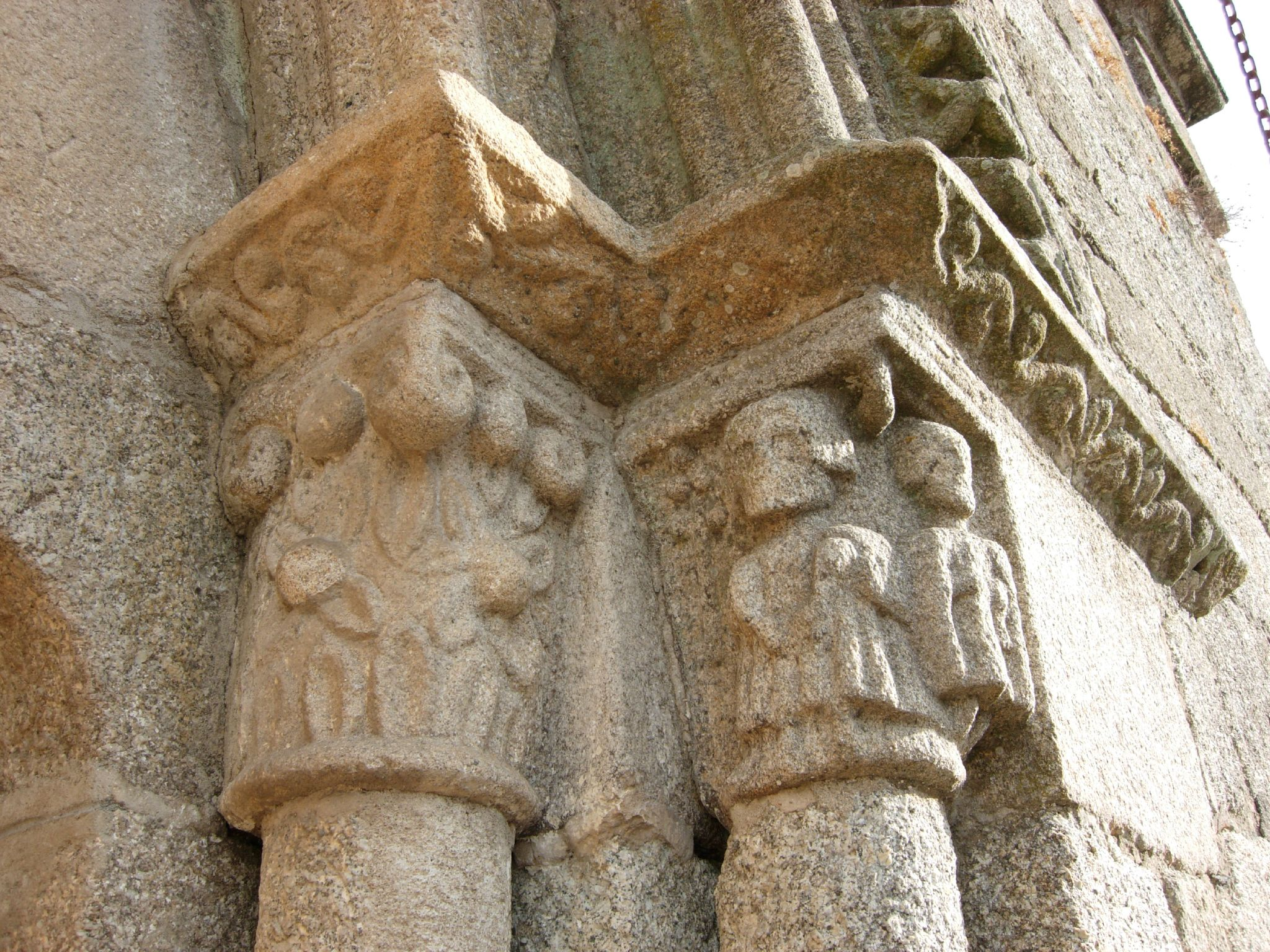
Igreja de Sadurnín. Capitel da portada principal.

Muitos paços e igrejas são testemunha da importância econômica do Ribeiro nos séculos passados. Destacam pelo seu estado de conservação:
Igrejas
- Igreja de San Miguel de Osmo, de origem románico e modificações renacentistas do século XVI. Conserva interessantes pinturas manieristas no seu interior.
- Igreja de San Xoán de Sadurnín, de fábrica románica, conserva a fachada principal e numerosos cachorros.
- Igreja de Santa Mariña de Esposende, de fábrica románica.
- Igreja de Santiago de Trasariz, que conserva uma ara romana em o seu interior.
- Igreja de San Lourenzo da Pena. Da construção românica original pouco se conserva, frente a fachada unha cruz e um carneiro.
- Igreja de Santa Maria de Cenlhe. Edificada em 1860. Em o seu interior destaca a escultura de Santa Lúcia, do século XVI (entre 1560 - 1570), unha peça das mais singulares obras do Mestre de Sobrado[3], discípulo de Cornellis de Holanda.
- Igreja de Santa Maria de Razamonde. Antigo priorado de Santa Maria. Foi doado ao Mosteiro de São Martinho Pinário por Afonso VII em 1137. Do edifício românico mantém a porta lateral, os capiteis e o abside.
- Igreja de Vilar de Rei.
- Igreja de Laias.
- Santuário de San Bieito de Cuñas.
- Santuário de Nosa Señora das Areas. Edifício barroco do ano 1835.
- Capela do Socorro. Em Osmo.
- Capela de Barbantes.

Pazos

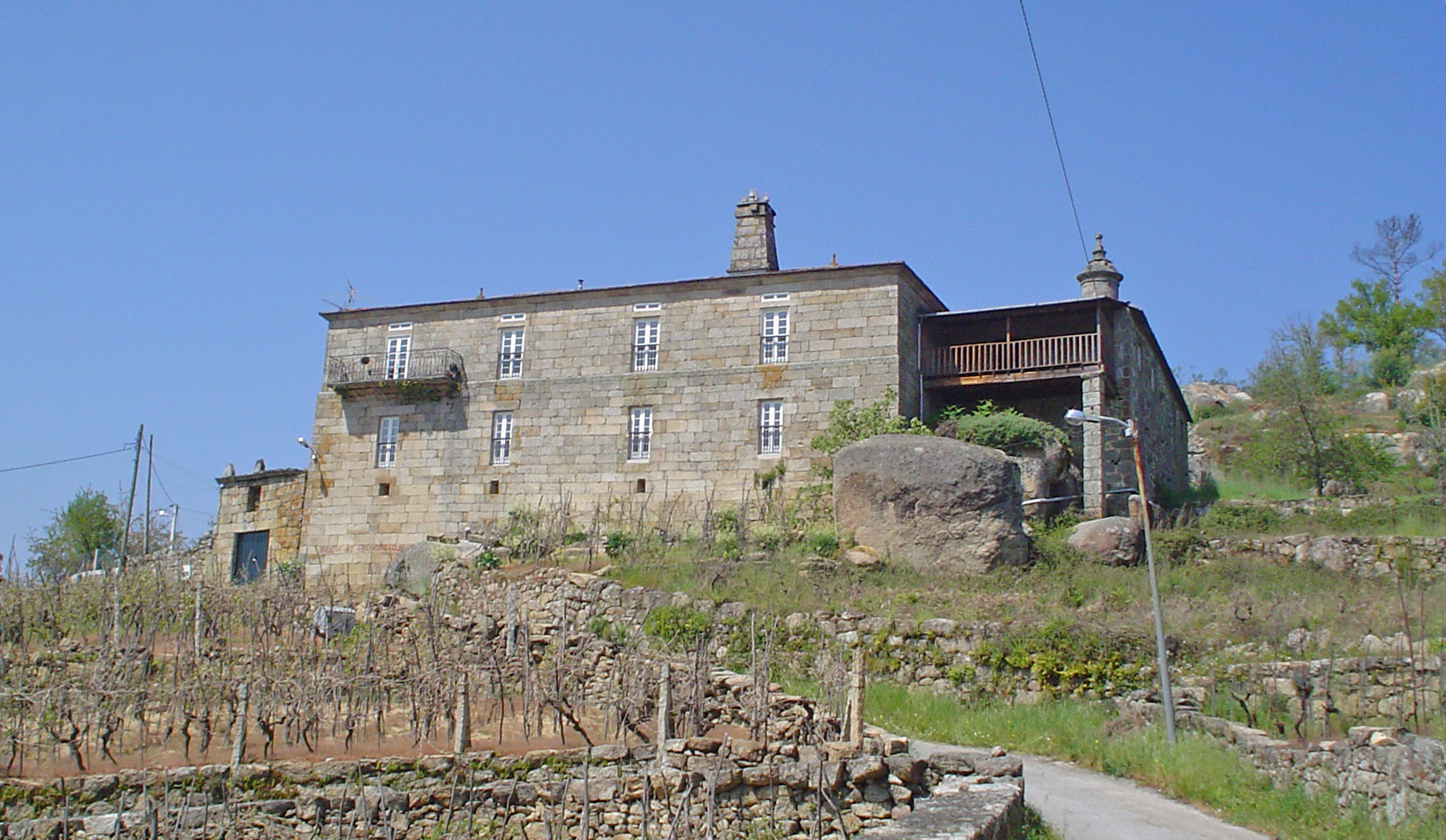
Casa Grande de Lentille.

- Pazo de Casaldereito. en Esposende
- Pazo de Rioboó. Interessante exemplo do barroco compostelano.
- Casa dos Toubes.
- Pazo de Lentille.
- Pazo de Saa.
- Pazo de Sadurnín.
- Pazo de San Lourenzo da Pena.

Cruzeiros

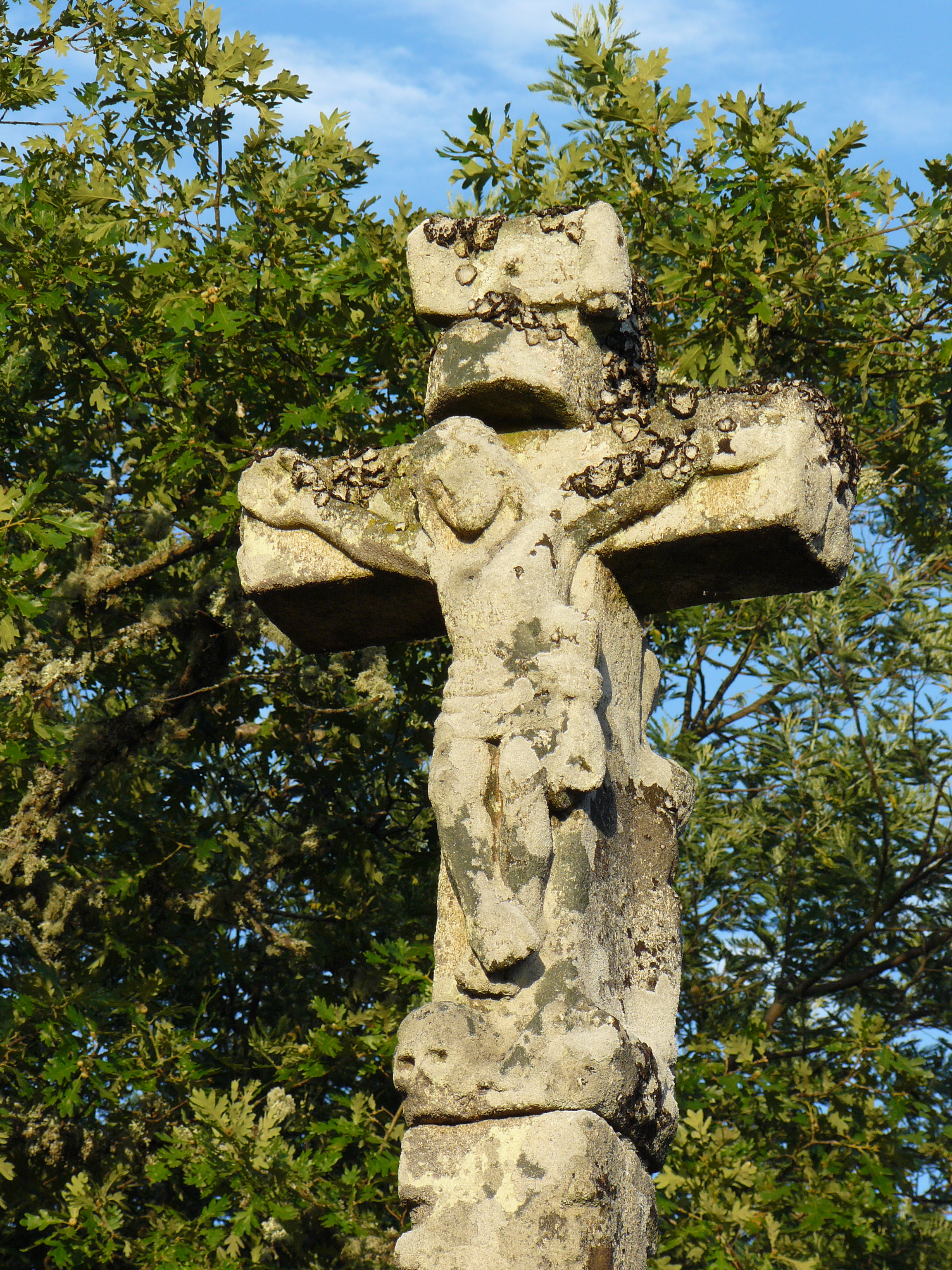
Cruceiro de Osmo. Crucificado.

- Cruzeiro de Ánimas e Cruzeiro da Procissão de Santa Maria de Cenlhe.
- Cruzeiro de San Miguel de Osmo.
- Cruzeiro de San Lourenzo da Pena.

Petos de ánimas
- Peto de ánimas de Santa Maria de Cenlhe.

Castros
- Castro de Areas, na freguesia de Esposende.
- Castro-castelo da Pena, na freguesia de Santa Maria de Cenlhe.

Outros
- Sítio de exploração aurífera galaico-romano de Laias.
- Castelo de Roucos. Situado na freguesia de Santa Maria de Cenlhe. Poucos restos ficam deste castelo que desapareceu no século XVIII. Em a Idade Media foi sede de poder de uma amplia jurisdição, que incluía os atuais municípios de Cenlhe, San Amaro, e parte dos de Leiro, Ribadavia e O Carballiño. Entre os vestígios encontrara-se um escudo fragmentado do século XV com as armas da linhagem dos Sarmiento e na atualidade desaparecido.

## Personagens Ilustres
- Eulogio Gómez Franqueira, empresário e político (1917-1988).
- Clodio González Pérez (1947), etnógrafo e historiador.
- Xosé Lois González Vázquez, (1949) O Carrabouxo, humorista gráfico.